# Вайнштейн Осип Львович
Осип Львович Вайнштейн(6 грудня 1894, Бендери Бессарабської губернії — 27 липня 1980, Ленінград) — радянський історик-медієвіст, історіограф

## Біографія
Народився 6 грудня 1894 року в Бендерах Бессарабської губернії. у родині дрібного службовця банку.
В 1900 році його сім'я переїхала до Одеси, де у 1915 році закінчив із золотою медаллю гімназію та вступив на історико-філологічний факультет Імператорського Новоросійського університету. Під впливом відомих вчених Є. Щепкіна, М. Біциллі, В. Крусмана почав приділяти увагу науковій роботі. Наслідком чого на третьому курсі була написана робота «Початок розколу у францісканському ордені», яка була відзначена золотою медаллю. По закінченні Новоросійського університету в 1919 році за пропозицією Є. Щепкіна, залишений на кафедрі загальної історії для підготовки до професорського звання.
Після расформування у 1920 році Новоросійського університету магістерську програму продовжував опрацьовувати в ОГСІ (1920–1921) та Одеськоиму інституті народної освіти (1921–1922).
Одночасно з навчанням в аспірантурі розпочав педагогічну діяльність. У гімназіях, школах та курсах викладав історію, політекономію та латинську мову. в 1921 році працював лектором при губкомі політичної освіти.
У 1922 році приступив до роботи в Одеському інституті народної освіти, в якому спочатку рік працював завідувачем історичним кабінетом, а в 1923 році приступив до викладання курсу лекцій з історії середньовіччя на факультеті професійної освіти та курсу лекцій з нової історії на факультеті соціального виховання. У 1925/26 н. р. як професор розпочав читати курс лекцій з історії Західної Європи, але вже з наступного року і включно до 1930 року займав посаду позаштатного викладача.
Після реорганізації 1930 ОІНО його викладацька діяльність була продовжена на посаді доцента в Одеському інституті соціального виховання (1930—1933 рр.) та Одеському державному університеті. (1934–1935 рр.). В 1934 - 1935 роках завідував кафедрою історії Одеського німецького педагогічного інституту.
З 1923 року працював у Центральній науковій бібліотеці міста, де займав посади завідувача бібліографічним відділом, вченого секретаря, заступника директора та директора (1931–1933 рр.).
Проводив активну громадську роботу: голова правління Одеського будинку вчених (1932—1934 рр.), член обласної секції наукових працівників (1933—1935 рр.), член обласного комітету союзу працівників вищої школи (1934—1935 рр.).
В 1934 році атестаційною комісією Народного комісаріату освіти УСРР був затверджений у званні професора.
У липні 1935 року переїхав до Ленінграду і став працювати в університеті. Був керівником одного з відділів Інституту історії матеріальної культури АН СРСР.
В 1938 році без захисту кандидатської дисертації присуджено науковий ступінь кандидата історичних наук. У 1940 році як докторську дисертацію захистив працю «Історіографія історії середніх віків у зв'язку з розвитком історичної думки від початку середніх віків до наших днів». Під час захисту опонентами були: Є. Тарле, Е. Космінський, С. Валк, які високо оцінили дослідження вченого.
В 1935—1951 роках був професором, завідувачем кафедри середніх віків Ленінградського державного університету.
Під час компанії по боротьбі з космополітизмом був звільнений з посади професора ЛДУ. Після цього очолив кафедру історії Киргизького державного університету в м. Фрунзе.
У 1955 році як старший науковий співробітник увійшов до групи всесвітньої історії Ленінградського відділення Інституту історії АН СРСР, в якому працював до останніх днів свого життя.
Помер 27 липня 1980 року в Ленінграді.

## Наукова діяльність
Робота в науковій бібліотеці Одеси сприяла плідній науковій діяльності. Використовуючи матеріали її Воронцовського та Строганівського фондів, бібліотек Парижу, які відвідав у серпні-листопаді 1927 р. під час наукового відрядження. Опублікував низку статей за результатами цієї роботи. Публікації були присвячені аналізу творчості Вольтера, Ш. Фур'є, аспектів соціально-економічної історії Франції часів Великої революції і Паризької комуни, історії середньовічної Флоренції.
За матеріалами цих фондів опублікував «Нариси з історії французької еміграції в епоху Великої французької революції», які були створені автором на базі ретельного вивчення першоджерел. Широта діапазону його наукових інтересів охоплювала загальну історію Західної Європи, методологічні питання історичної науки, її взаємозв'язки з історією філософії та громадської думки. Активну участь брав у роботі наукових товариств: член соціально-історичної секції Одеської комісії краєзнавства при Всеукраїнській академії наук (1923—1930 рр.), дійсний член історично-етнологічного відділу одеської філії ВНАС (1926—1930 рр.), член Товариства істориків-марксистів (1926—1935 рр.), член Комісії з історії історичних знань при АН СРСР (до 1947 р.). Був одним із засновників Товариства істориків-марксистів, учасником його першого Всесоюзного з'їзду (1928—1929.рр.), де виступив з доповіддю «Французькі купецькі колонії у Леванті».
Про інтерес до медієвістики свідчать статті з історії середньовіччя Німеччині, Італії, Франції, фундаментальна монографія «Росія й 30-річна війна».
Багаторічні наукові розробки вченого у галузі історіографії були відображені у фундаментальних монографіях: «Западноевропейская средневековая историография», «Історія радянської медієвістики», «Нариси розвитку буржуазної філософії та методології історії у ХІХ-ХХ ст.». Був автором підручників та навчально-методичних посібників з історії середніх віків для студентів історичних факультетів.

#### Наукові публікації
- Fragment inedit sur Voltair // Журнал научно-исследовательских кафедр в Одессе. — 1924. — Т. І. — № 7.
- Очерки по истории французской эмиграции в эпоху Великой французской революции (1789—1796). — Харьков, 1924.
- Парижская коммуна и Французский банк // ИМ. — 1926. — Т. І.
- К вопросу о научной разработке истории Коммуны 1871 г. (Библиографические заметки) // ИМ. — 1926. — Т. І.
- Научно-исследовательская работа по истории Западной Европы в советских вузах в 1924—1926 гг. по их публикациям (Библиографическая заметка) // ИМ. — 1926. — Т. ІІІ..
- Тенденційність флорентійських хроністів в освітленні гвельфівського перевороту 1267 р. [Архівовано 23 лютого 2017 у Wayback Machine.]// Ювілейний збірник на пошану акад. М. С. Грушевського. Т. 1. — К., 1928;
- Строганов у Франції 1842—1845 рр. // Збірник заходознавства. — К., 1930. — Вип. 2.
- Етюди й розвідки з історії Паризької комуни. — Одеса, 1931. — 209 с..
- История Парижской коммуны. — М., 1932. — 205 с.
- Феодализм в западной Европе. В 2 ч. — М., 1932 (у спів.).
- История средних веков (учебник). В 2-х т. — М., 1938—1939 (у спів.).
- Историография истории средних веков в связи с развитием исторической мысли от начала средних веков до наших дней (учебник для исторических факультетов государственных университетов и педагогических институтов). — М.-Л., 1940. — 372 с.
- Россия и 30-летняя война 1618—1648 гг. Очерки по истории внешней политики Московского государства в первой половине XVII века. — Л., 1947.
- Западноевропейская средневековая историография. — М.-Л., 1964. — 483 с.
- История советской медиевистики. 1917—1966. — Л., 1968. — 424 с.
- Очерки развития буржуазной философии и методологии истории в ХІХ-ХХ вв. — Л., 1979. — 270 с.

## Нагороди
- Орден «Знак Пошани»
- Медалі «За оборону Ленінграда», «За доблесну працю у Великій Вітчизняній війні 1941—1945 рр.».